# Pražská železářská společnost
Pražská železářská společnost (Prager Eisenindustrie-Gesellschaft, ve zkratce PŽS, PEIG nebo PEG) byla báňskou a metalurgickou společností, která působila v období Rakousko-Uherska a za doby první republiky.

## Založení společnosti
Společnost byla založena v roce 1857 spojením firem:
- Kladenské kamenouhelné těžařstvo (Steinkohlengesellschaft, vlastníci bratři Kleinové, Vojtěch Lanna, Novotný)
- Kladenská železářská společnost (Eisenwerkgesellschaft)
- velkoobchodní dům Robert & Co (Wiener k.k. Privileg. Großhandlunghause) Florentina Roberta držitele vrapických (Rappitzer) kamenouhelných dolů v kladenském revíru
- H. D. Lindheim (1790–1860, majitel a pachtýř železáren a uhelných dolů v západních Čechách, např. železárny Karolině Dolině s Josefskou Hutí a Heřmanova Huť)[2]

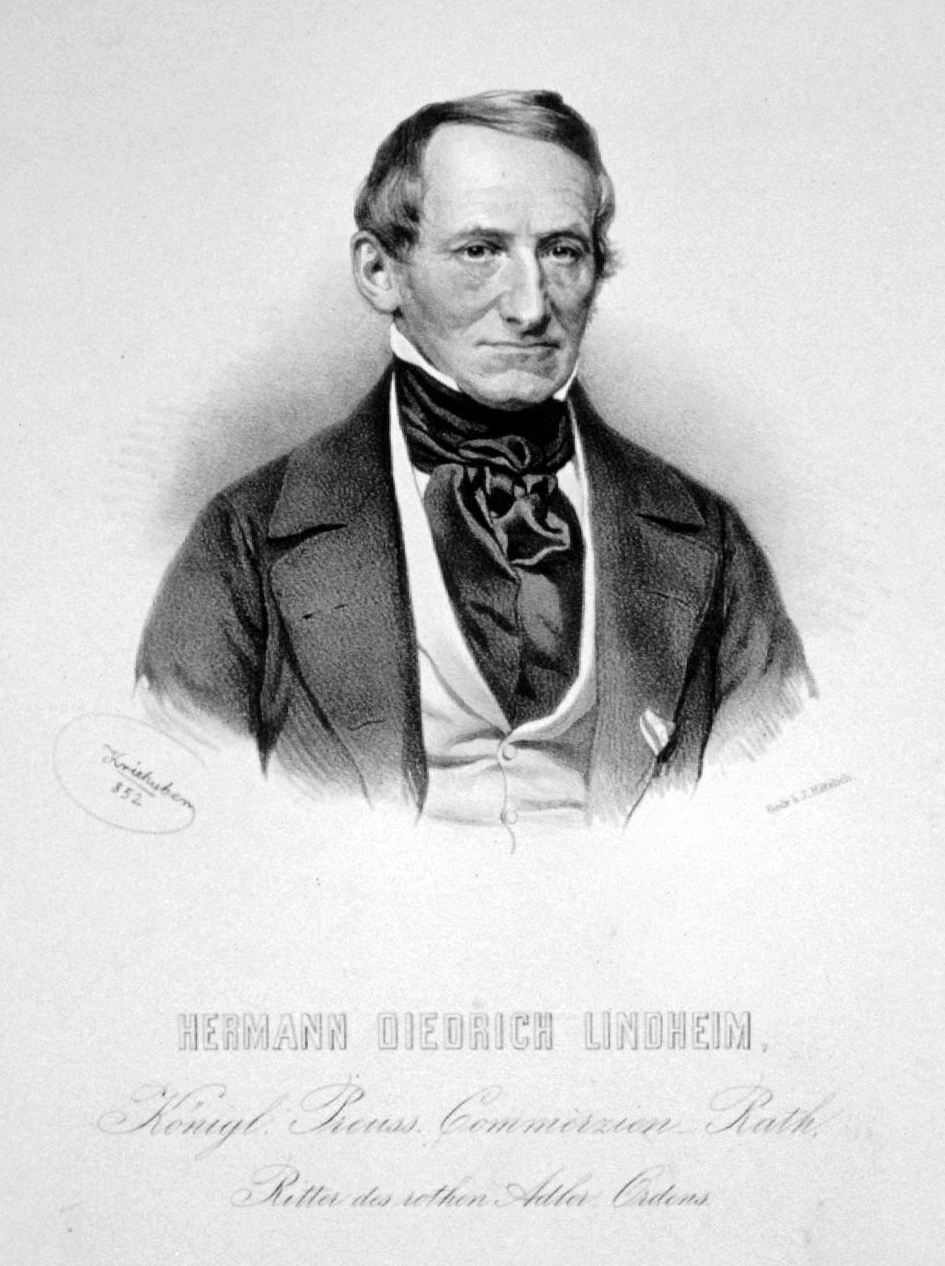
Hermann Dietrich Lindheim, Lithographie von Josef Kriehuber, 1852

28. července 1857 byla sepsána smlouva o ustanovení veřejné obchodní společnosti. Kapitál společnosti byl 8 630 000 zlatých konvenční měny (zl.k.m.) a měl charakter "přínosů" (vložen majetek). Největší podíl vložil Lindheim 2 535 063 zl.k.m. (uhelné doly v okolí Vlkýše, vlastní nebo pronajaté (propachtované) železárny a hutě v západních Čechách). Po roce 1858 byla společnost přeměněna na komanditní společnost. Po svém vzniku začala rozšiřovat těžbu v dolech na Kladensku a zakládala nové doly.

## Aktivity
Svou aktivitou se stala nejvýznamnější společností na Kladensku. Podniky Pražské železářské společnosti (PŽS) byly ve velkých vzdálenostech od sebe. Náklady na přepravu koňskými povozy výrobu citelně prodražovaly, přeprava byla pomalá. V roce 1859 byla postavena Kladensko-nučická dráha, která zajistila transport železné rudy z Nučic do Kladna.
V říjnu 1854 získal předběžnou koncesi na výstavbu dráhy císařovny Alžběty (Vídeň–Linec–Salcburk–Mnichov), na které se také podílel bankéř Ernst Merck z Hamburku. 8. března 1856 získali definitivní koncesi. Pro zvládnutí výstavby železnice se oba koncesionáři spojili s c.k. privilegovanou Credit-Anstalt für Handel und Gewerbe (k.k. Rakouská Kreditní, obchodní a živnostenská banka) ve Vídni, s bankovním domem Rothschildů, se Simonem Oppenheimerem z Kolína nad Rýnem, s bankéřem J. F. Schmidtem z Hamburku a vytvořili společnost pro výstavbu Západní dráhy, která byla dokončena v roce 1860.

V té době H. D. Lindheim získal povolení k výstavbě České západní dráhy. Společnost byla ovládána rodinou Kleinů, Florentinem Robertem a Vojtěchem Lannou starším. Zájmy Lindemanova kapitálu ve správní radě hájil Ernst von Lindheim (1832–1895) Česká západní dráha zajistila spojení vysokých pecí s pudlovnami. Výstavba České západní dráhy, kterou postavili v letech 1860 – 1862 především podílníci PŽS bratři Kleinové, Lanna, Lindheim, si vyžádala velké úvěry od Kreditní banky a bank v Darmstadtu a Hamburku. Dluhy PŽS v 60. letech 19. století se vyšplhaly na 7,5 milionu zlatých. Po odkoupení podílů podílníků z okruhu Novotného došlo v roce 1863 k vytvoření akciové společnosti. Společnost se přestěhovala z Vídně do Prahy a byla zaknihována v roce 1863. Kreditka s darmstadskou bankou převzaly za 2,5 milionu zlatých akcií a tím získala v PŽS rozhodující většinu. 

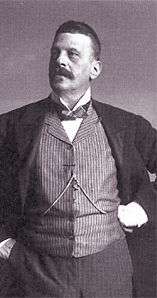
Karl Wittgenstein v roce 1908

23. července 1866 bylo vloženo simultánní zástavní právo k zajištění pohledávek vyplývajících z již poskytnutých, tak i budoucích úvěrů, z titulu navýšení plnění zástavní smlouvy PŽS, na 1 000 000 zl. rakouské měny, na báňské reality v majetku PŽS ve prospěch k.k. Rakouské Kreditanstalt, obchodní a živnostenské banky. Původní kapitál 4,5 milionu zlatých byl postupně valnou hromadou navyšován v roce 1869 na 6 milionu, v roce 1886 na 8,25 milionu zlatých. Poslední navýšení proběhlo po fúzi s Teplickou válcovnou. Počet akcií činil 41 250 po 200 zlatých. Ve druhé polovině šedesátých let 19. století Lindheimové své podíly v PŽS (podobně jako Kleinové) stáhli a předali bankovnímu domu Löbbecke ve Vratislavi. Od roku 1870 je zastupoval Hugo von Löbbecke (do roku 1905), zeť H. D. Lindheima. Postupné vyčerpání uhelných ložisek na kladensku nutilo PŽS dovážet uhlí z Dolního Slezska a Ostravska. Hutě na Kladně začaly být ztrátové. Proto byla výroba přesouvána do blízkosti Lindheimových dolů v západních Čechách. Navíc v kladenských hutích nebylo možné bessemerací vyrobit kvalitní kolejnice z nučické rudy, která měla vysoký obsah síry a fosforu. V roce 1879 PŽS zakoupila licenci na ocelářský pochod od Thomase a tím mohla zpracovávat nučickou železnou rudu. V roce 1909 fúzovala s Českou montánní společností.
Na přelomu století byla společnost spjata s velkoprůmyslníkem Karlem Wittgensteinem, který založil Poldi Kladno. V této době se společnost také účastnila rakouského železářského kartelu. Mezi její největší konkurenty patřila především Báňská a hutní společnost, Vítkovické železárny a Alpská montánní společnost.

## Zánik společnosti
Společnost s názvem Pražská železářská společnost a.s. zanikla 28. října 1945, kdy byla znárodněna. (Název Pražská železářská společnost byl používán ještě minimálně do konce roku 1945.)